# Rickardsville
Rickardsville és una població dels Estats Units a l'estat d'Iowa. Segons el cens del 2000 tenia 191 habitants.

## Demografia
Segons el cens del 2000, Rickardsville tenia 191 habitants, 71 habitatges, i 58 famílies. La densitat de població era de 85,8 habitants/km².
Dels 71 habitatges en un 32,4% hi vivien nens de menys de 18 anys, en un 74,6% hi vivien parelles casades, en un 2,8% dones solteres, i en un 18,3% no eren unitats familiars. En el 16,9% dels habitatges hi vivien persones soles el 5,6% de les quals corresponia a persones de 65 anys o més que vivien soles. El nombre mitjà de persones vivint en cada habitatge era de 2,69 i el nombre mitjà de persones que vivien en cada família era de 3,03.
Per edats la població es repartia de la següent manera: un 26,2% tenia menys de 18 anys, un 7,3% entre 18 i 24, un 22% entre 25 i 44, un 33% de 45 a 60 i un 11,5% 65 anys o més.
L'edat mediana era de 40 anys. Per cada 100 dones de 18 o més anys hi havia 107,4 homes.
La renda mediana per habitatge era de 43.750 $ i la renda mediana per família de 49.750 $. Els homes tenien una renda mediana de 40.000 $ mentre que les dones 20.000 $. La renda per capita de la població era de 22.768 $. Entorn del 3,2% de les famílies i el 3,2% de la població estaven per davall del llindar de pobresa.

## Poblacions properes
El següent diagrama mostra les poblacions més properes.